# Suliszewo (gmina)
Suliszewo (do 1954 Kołki) – dawna gmina wiejska istniejąca w latach 1973–1976 w woj. szczecińskim, a następnie w woj. gorzowskim (dzisiejsze woj. zachodniopomorskie). Siedzibą władz gminy było Suliszewo.
Gmina Suliszewo została utworzona 1 stycznia 1973 w powiecie choszczeńskim w woj. szczecińskim. 1 czerwca 1975 gmina weszła w skład nowo utworzonego woj. gorzowskiego.
15 stycznia 1976 roku gmina została zniesiona a jej tereny włączone do gmin:
- Choszczno (obszary sołectw: Golcza, Kołki, Korytowo, Rzecko i Suliszewo),
- Drawno (obszary sołectw: Brzeziny, Kiełpino i Podlesie),
- Recz (obszar sołectwa Pamięcin).